# Alles ist die Sekte
A.i.d.S. (Alles ist die Sekte) è un rap duo tedesco composto da  Sido e B-Tight che pubblica attualmente per la Label indipendente Sektenmuzik.
Venne fondata dai due rapper nel 1998 a quei tempi col nome Royal TS. Sotto questo nome pubblicarono diversi album e brani attraverso la Hip-Hop Undergroundlabel Royal Bunker. Il nome della rap band derivava da Royal (Royal Bunker) e TS (Tight/Sido). Dal 2003 pubblicano col nome A.i.d.S da non confondere con la rap Crew Die Sekte, a cui tuttavia sono membri.
Sido e B-Tight, che a quel tempo vivevano insieme nel quartiere berlinese di Wedding, facevano dei concerti nei dintorni locali per i Royal Bunker e vennero scoperti da Specter, uno dei futuri Chef della famosa Label Aggro Berlin. Nel 2001 fondarono Specter, Spaiche e Halil la Label Aggro Berlin e presero i due rapper sotto contratto.
Seguirono le prime pubblicazioni di Aggro Berlin, la EP Alles ist die Sekte in edizione limitata di 500 pezzi. Il CD ha un grande valore dai collezionisti, che viene negoziato in Internet fino a 250 €.
A.i.d.S. costituisce il nucleo della rap Crew Die Sekte, che include alcuni rapper famosi come Alpa Gun e Tony D.

## Discografia

### Album
- 1998: Wissen Flow Talent
- 2000: Back In Dissniss
- 2002: Alles ist die Sekte Album Nr. 3

### EP
- 2001: Alles ist die Sekte
- 2001: Das Mic & Ich
- 2003: Gar nich so schlimm!

### Sampler
| Anno | Titolo                                 | Album Charts | Album Charts | Album Charts | Vendite                          |
| Anno | Titolo                                 | GER          | AUT          | CH           | Vendite                          |
| ---- | -------------------------------------- | ------------ | ------------ | ------------ | -------------------------------- |
| 1999 | Sintflows                              | -            | -            | -            |                                  |
| 2001 | Ihr Nutten                             | -            | -            | -            |                                  |
| 2002 | Aggro Ansage Nr. 1 → Aggro Berlin      | -            | -            | -            |                                  |
| 2002 | Aggro Ansage Nr. 2 → Aggro Berlin      | -            | -            | -            |                                  |
| 2003 | Aggro Ansage Nr. 3 → Aggro Berlin      | -            | -            | -            |                                  |
| 2004 | Aggro Ansage Nr. 4 → AggroBerlin       | 7            | -            | -            | Germania: 100.000+ (Disco d´Oro) |
| 2005 | Aggro Ansage Nr. 5 → Aggro Berlin      | 9            | 27           | -            | Germania: 100.000+ (Disco d´Oro) |
| 2008 | Aggro Anti Ansage Nr. 8 → Aggro Berlin | 25           | 20           | 10           |                                  |
| 2009 | Die Sekte → Sektenmuzik                | 59           | -            | 71           |                                  |

### Altre pubblicazioni
- 2003: Renn (Bushido feat. A.i.d.S.)
- 2007: Kuck !!! (Alpa Gun feat. A.i.d.S.)
- 2008: Der Aufstand (Alpa Gun feat. A.i.d.S.)
- 2010: A.i.d.S. & TripleFight - Deutschland wird aufgeräumt - Mixtape Free Download